# فوتسیالانانا
فوتسیالانانا (به لاتین: Fotsialanana) یک منطقهٔ مسکونی در ماداگاسکار است که در آنالانجیروفو واقع شده‌است. فوتسیالانانا ۱۱٬۰۰۰ نفر جمعیت دارد و ۵۱ متر بالاتر از سطح دریا واقع شده‌است.